# 胃酸

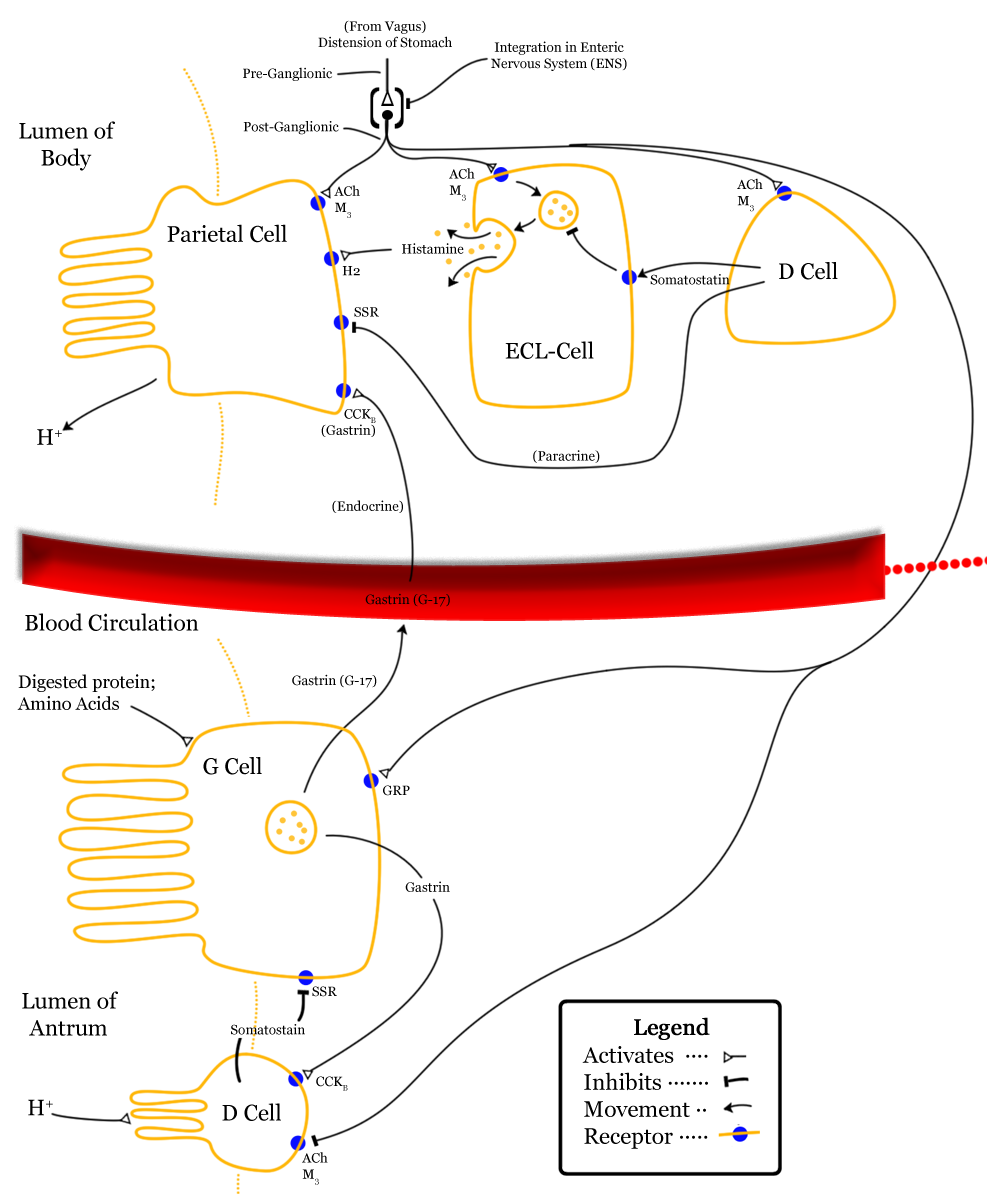
控制胃酸分泌，強調身體和胃竇互動

胃酸（gastric acid、gastric juice、stomach acid）是胃中的一种主要分泌物，具有特殊的气味。它是一種消化液，主要由壁细胞分泌，由胃腺排出。其pH值為1.5－3.5，由鹽酸（HCl）（0.2％－0.5％）和大量的氯化鉀（KCl）、氯化鈉（NaCl）所組成。
部分消化道病人會因胃食道逆流而常產生咳嗽症狀。

## 胃中盐酸

### 分泌
胃酸是由胃壁上的壁细胞 （parietal cells），也稱為泌酸細胞產生的，其分泌高浓度氢离子和氯离子构成，经过H+/K+ ATP酶的作用，由胃腺排出。这些排出的盐酸使胃内的pH值始终保持在小于3的强酸环境。
鹽酸可以由以下幾個步驟合成：
1. 細胞代謝產生二氧化碳，碳酸酐酶將二氧化碳和水結合成碳酸，碳酸再分解成碳酸氫根離子和氫離子。
2. 碳酸氫根離子濃度開始累積，便被酶送出細胞，同時引進氯離子以平衡電荷。碳酸氫根進入胃血管後會造成血液鹼性上升，稱為鹼潮（英语：Alkaline tide）。
3. 藉由鈉離子在細胞外濃度比較大的特性，運輸進鈉離子的酶也引進更多氯離子。
4. 鉀鈉腺苷三磷酸酶（英语：Hydrogen potassium ATPase）將氫離子主動運輸進胃小管，同時將鉀離子運進細胞。
5. 進細胞的鉀離子形成濃度差，通過共同運輸的酶時也將氯離子帶進胃小管；氫離子和氯離子就形成鹽酸。
6. 鈉鉀幫浦將鈉離子送出、送進鉀離子，以維持電荷平衡。

### 作用
- 殺死進入胃的大部分細菌，有一段時期醫界認為胃部不可能有細菌，直到幽門螺桿菌的發現。
- 提供一個酸性的pH環境使蛋白酶能將蛋白質分解為肽。
- 使蛋白質變性，即破壞其三級結構的構象，更好被分解。
- 作為胃蛋白酶、凝乳酶等酶的激活物。
- 將食物中的鈣、鐵轉化為更易吸收的形式。

## 调节机制
胃酸的调节机制主要有三个：

### 神经和旁分泌调节
神经兴奋作用通过胆碱能神经元影响胃黏膜内的细胞，使生长抑素分泌增加，从而间接地抑制胃酸的分泌。生长抑素分泌是受胃酸变化影响的，当胃酸增高时，反馈性促进生长抑素增加分泌，从而抑制胃酸分泌。

### 激素调节
由胃窦G细胞分泌的胃泌素是胃酸分泌的主要兴奋性激素。
蛋白质能促进胃泌素分泌。而氨基酸（尤其是苯丙氨酸和色氨酸）能直接刺激胃窦G细胞，从而促进分泌胃泌素。而咖啡、可可、酒类等都能刺激胃泌素的分泌，以促进胃酸分泌。
当胃窦酸度提高时，通过兴奋生长抑素分泌实现减少胃泌素的分泌。

### 神经中枢调节
当看到、闻到、吃到甚至想到食物时，神经中枢会使胃酸分泌增加。

## 中和
胃酸会在十二指肠中与碳酸氢钠中和，以抑制胃酸向下侵蚀。反应式：{\displaystyle {\mbox{HCl}}+{\mbox{NaHCO}}_{3}\to {\mbox{NaCl}}+{\mbox{CO}}_{2}\uparrow +{\mbox{H}}_{2}{\mbox{O}}}

## 保护机制
由于胃中分泌出的高浓度盐酸对胃中内表面的细胞也有很大的伤害，因此胃内表面的黏液细胞可以分泌出一种黏液，使其表面的pH值始终保持在6－7的弱酸性。
但酒精可以溶解这种黏液，使其失去保护作用。不过胃中的黏液细胞增殖能力极强，可以在很短的时间内修复胃壁。

## 胃酸过多

描繪的胃酸分泌的主要決定因素，包括消化性潰瘍靶標藥物（PUD）和胃食道逆流病（GERD）

### 原因
通常，胃酸过多是由于调节机制不能正常工作，导致胃酸失衡。

### 治疗
治疗胃酸过多，通常使用中和胃酸的药物。